# Sega (música)
Sega (pronuncia-se "segá") é uma música das Ilhas Mascarenhas (Reunião, Maurícia e outras ilhas menores) e também das Seychelles).

## O "sega tipik" da Maurícia
O "sega tipik" da Maurícia é uma mostra de arte tradicional, emblemática da comunidade crioula na Maurícia e um evento muito dinâmico, praticado dentro das famílias, por ocasião de eventos privados ou em locais públicos durante vários eventos de caráter coletivo. As canções de "sega tipik" são compostas em tom menor, e vão ganhando ritmos mais rápidos ao som de instrumentos de percussão que marcam a batida para dançarinos que, movendo o corpo e as mãos, giram em torno uns dos outros com passos curtos e em várias formações. Há cantores solistas a improvisar as letras das suas canções em crioulo, às vezes misturada com outras línguas, ao som de um tambor, de uma caixa em forma de maraca e de um triângulo, que imprimem ao "sega tipik" o seu ritmo característico. As letras das canções falam de amor e das dificuldades do quotidiano, e a coreografia das danças costumam ser misturar estes dois temas. Os dançarinos exibem saias longas e os bailarinos vestem calças arregaçadas, camisas coloridas e chapéus de palha que lembram as roupas dos seus antepassados. Os principais protagonistas são os cantores, dançarinos e músicos, que passam os seus conhecimentos para outras pessoas através uma aprendizagem formal, ou informal através da imitação e participação. Alguns praticantes da "sega tipik" também fazem os seus instrumentos e transmitem os seus conhecimentos e técnicas de fabrico por meio da aprendizagem informal. Representante da natureza multicultural da sociedade maurícia, a "sega tipik" transcende as barreiras culturais e sociais, cria a possibilidade de encontros entre diferentes culturas e, portanto, ajuda a unificar os diferentes grupos da sociedade em torno deste património cultural comum dos mauricianos.
O "sega tipik" foi integrado pela UNESCO na lista representativa do Património Cultural Imaterial da Humanidade em 2014.

## O "sega tambour" da ilha Rodrigues
O "sega tambour" é a interpretação dinâmica e rítmica da música, canções e danças, que têm suas origens nas comunidades escravas hoje residentes na ilha Rodrigues, na Maurícia. O tambor, a principal percussão, é tocado energeticamente, enquanto o triyang é atingido lateralmente, e o bwat e o omayos são tocados com a mão. A sega é realizada em toda a Ilha Rodrigues, em casas e na rua, como parte de cerimónias formais e informais. Os principais portadores são a comunidade da Ilha Rodrigues, assim como a diáspora de Rodrigues em outras regiões do mundo. Esta arte é aberta a todos, independentemente da idade, sexo e estatuto social dos indivíduos. Por suas origens relacionadas com a rebelião e resistência, a música "sega tambour" facilita a resolução de conflitos, promove a socialização e fortalece os laços comunitários. O governo da Maurícia reconhece isso como um símbolo da história da comunidade de Rodrigues. A salvaguarda deste património é o resultado dos esforços de muitos grupos nascidos desde a década de 1970. Existe agora uma ONG dedicada ao elemento. Centros comunitários hospedam competições e ensaios. O elemento também é praticado em estabelecimentos turísticos, constituindo assim uma fonte de renda para seus intérpretes. Os idosos transmitem aos jovens os conhecimentos e habilidades relacionados à sua prática por meio da imitação e observação. Os jovens aprendem habilidades de fabricação de instrumentos aprendendo com artesãos experientes.
O "sega tambour" foi integrado pela UNESCO na lista representativa do Património Cultural Imaterial da Humanidade em 2017.